# 江良潤
江良 潤（えら じゅん、1950年4月16日 - ）は、日本の俳優。本名は高橋 伸彰。北海道岩見沢市出身。身長165cm、体重70kg。血液型はB型。特技はジャズ、タップダンス、殺陣、謡（喜多流）。趣味はフライフィッシング、水泳である。北海道岩見沢東高等学校卒業。劇団風の街創設メンバーの一人。現在の所属事務所はGrue。
1969年に上京し、俳優小劇場付属養成所に入所。テアトル・エコーに入団するが、井上ひさしの退団を受けて退団。1976年、劇団ナックに入団。1985年にナックが解散した後、1990年に劇団風の街の創立に参加。

## 出演

### テレビ番組
- あいうえお（NHK教育） - マカフシギ、じだんだん 役

### テレビドラマ
NHK
- 私の中の誰か〜買い物依存症の女たち〜（第2回、水曜ドラマの花束） - 坂本部長 役
- 藤沢周平の人情しぐれ町
- 笑う三人姉妹 - 木島 役
- 火消し屋小町 第17話 - 魚屋 役
- 連続テレビ小説
  - あぐり（1997年） - 岩崎千代子の父 役
  - すずらん（1999年） - 池田三男 役
  - ウェルかめ（2009年 - 2010年） - 吾妻好之 役
  - 梅ちゃん先生（2012年4月） - 村の男（馬方）役
- 大河ドラマ
  - 義経（2005年） - 熊七 役
  - 篤姫 （2008年） - 鷹司輔熙 役
  - 江〜姫たちの戦国〜 （2011年） - 近衛龍山 役
  - 平清盛（2012年） - 源行家 役
  - いだてん〜東京オリムピック噺〜（2019年）
- 川、いつか海へ
- 蝉しぐれ（金曜時代劇）
- 陽炎の辻〜居眠り磐音 江戸双紙〜（2007年） - 川崎屋 役
- 正月時代劇
  - 雪之丞変化（2008年1月3日）
  - 隠密秘帖（2011年1月1日）
- 新・マチベン（2007年） - 木下刑事
- オトコマエ!（土曜時代劇、2008年）
- まんまこと（2015年） - 小倉屋 役
- 半径5メートル（2021年） - 小谷明 役

日本テレビ系
- 君といた未来のために
- 火曜サスペンス劇場
  - 取調室11（1999年） - 貝塚警部補
  - 警部補 佃次郎8 女たちの事情（1999年）
  - ぬくもり（2000年）

TBS系
- 月曜ミステリー劇場
  - 「警視庁三係・吉敷竹史シリーズ2」（2006年） - 山本一郎（壺山合三）
- 水戸黄門 第32部 第9話 - 七五郎 役
- 怪盗ロワイヤル 第1話 - 金本仁 役
- 月曜ゴールデン
  - 正義の証明（2011年） - 大路重義 役

フジテレビ系
- 警部補・古畑任三郎 第6話
- 成田離婚 第7話
- ワンダフルライフ 第7話
- Ns'あおい
- TEAM
- コーチ
- 天気予報の恋人 第3話
- 女子アナ。 第8話
- ホーム&アウェイ
- 将太の寿司
- ショムニ 第2話
- ハッピーマニア
- こんな恋のはなし - 善さん 役
- 33分探偵
- 翼の折れた天使たち 第二夜「サクラ」
- 金曜プレステージ
  - 「出張鑑定人・宝来伝吉1」（2014年） - 春日肇 役
- 世にも奇妙な物語
  - 「2040年のメリークリスマス」（1996年） - 山本警備員 役
  - 「発電課長」 - おでん屋 役
  - 「13番目の客」（2001年） - 武村良和 役
  - 「仇討ちショー」 - 労働者 役
  - 「死後結」（2008年） - 江田島刑事 役

テレビ朝日系
- はみだし刑事情熱系 PART2 第14話
- はぐれ刑事純情派第15シリーズ 第12話「盗聴された女の秘密!? 復讐される家族!」（2002年） - 黒川孝明 役
- 土曜ワイド劇場
  - 事件10 大学病院医療ミス致死事件
  - 終着駅の牛尾刑事VS事件記者冴子
- 名探偵の掟（2009年）
- 特捜9（2018年） - 丸川徹 役
- 家政夫のミタゾノ 第6シリーズ 第6話（2023年11月14日） - 銀平 役

テレビ東京系
- 水曜ミステリー9
  - 「刑事吉永誠一 涙の事件簿9」（2012年） - 浜口剛 役

BS-i
- ペットシッター沢口華子の事件簿

WOWOW
- 超人ウタダ 第5、6話 - 二階堂剛士 役

ほか

### 映画
- 不撓不屈
- ベロニカは死ぬことにした
- ファイナルロマンス
- すずらん 〜少女萌の物語〜 - 漁師 役
- さまちゃれ - 鉢巻男 役
- のんちゃんのり弁
- 陰獣（2008年、※フランス映画） - タクシー運転手 役

### CM
- アリコジャパン
- ベネッセ
- カルビー
- 三共 ルル

### ラジオドラマ
- 青春アドベンチャー（NHK-FM）
  - プラハの春
  - 古事記
  - 海賊モア船長の遍歴 - 大工頭 役
  - 名馬 風の王 - サルタン王、宿の主人 役
  - 魔女たちのたそがれ - 高橋 役
  - 封神演義 - 泰天君 役
  - ジャガーになった男 第7、10話 - 役人
- FMシアター（NHK-FM）
  - パスクアル・ドゥアルテの家族
- KIRA

### 舞台
- タランチュラ（劇団レクラム舎）
- マンブール ジャングル（ドラマティックワークス）